# Hof van Heirlegem
Het Hof van Heirlegem (of Herlegem) is een hoevegebouw in Sint-Amandsberg. Het hof werd voor het eerst vermeld in 966 toen koning Lotharius van Frankrijk de teruggave van goederen van de graaf van Vlaanderen aan de Sint-Baafsabdij bekrachtigde. Mogelijk is het gebouw nog ouder en dateert het uit de Merovingische perioden.
In de 6e tot 8e eeuw van de Merovingische periode ontstaan er verschillende nederzettingen die vernoemd zijn naar een patroniem dat werd samengevoegd met het woord 'haim', dat woning betekent. Het patroniem eindigt meestal op -inga. Zo kan Heirlegem herleid worden naar Harilinga haim (woning van de lieden van Harilo). De naam van het hof is doorheen de tijd geëvolueerd. In 966 veranderde de naam naar Herlingehem. Twee eeuwen later in 1123 werd het geschreven als Herlenghem. In de 14e eeuw werd het gespeld als Herleghem om verder te evolueren naar de huidige spelling in 1484.

## Locatie
Het Hof van Heirlegem is gebouwd in het moerassig gebied de Rozenbroeken dicht bij de Schelde. Het was oorspronkelijk een landbouwgebied, gelegen in de heerlijkheid Nieuw-Herleghem. Het huidige gebouw is terug te vinden aan de grens van de gemeente Sint-Amandsberg en Destelbergen.

## Vorm
Het oorspronkelijk gebouw zou bestaan hebben uit een motte en een walgracht. Na haar verwoesting werd de hoeve heropgebouwd. Doorheen de tijd zijn er verschillende aanpassingen geweest. Tot het einde van de 17e eeuw bestaat het gebouw uit een boerenwoning en een schuur die los van het woonhuis stond. In 1961 gaf onderpastoor Steel de opdracht om het Hof van Heirlegem grondig te restaureren waarbij het zijn huidig uiterlijk verkreeg. De koestallen werden volledig afgebroken en in de paardenstallen werd er sanitair geplaatst. Daarnaast werd de schuur volledig gerenoveerd. Het dakgebinte en de bekleding werden helemaal vervangen en er werd een Vlaamse haard en een keuken in geplaatst.   

## Geschiedenis
Het Hof van Heirleghem viel tot de 12e eeuw onder het bewind van de Sint-Baafsabdij. Abt Betto gaf twee bunder grond aan meier Lambertus van Herligem in ruil voor het land dat Lambertus van zijn voorouders had geërfd in Kasterbant en Overreke. Vanaf de 14e eeuw behoorde het Hof van Heirlegem gedeeltelijk toe aan zowel het tolhuis van Sint-Baafs dat in bezit was van de heren van Dendermonde als het burggraafschap Gent. De eerste afbeelding van het Hof van Herlegem is terug te vinden op het "Panoramisch zicht van Gent" dat dateert uit 1534. In 1677 werd de hoeve verwoest door de Franse troepen van koning Lodewijk XIV. Onder leiding van generaal Turenne plunderden de troepen drie boerderijen in Sint-Amandsberg. Na de brand herrees de hoeve uit haar as door de aspergeteelt. Asperges de Mont Sint-Amand waren bekend tot in de Parijse keukens. In 1899 maakten asperges een deel uit van de pachtprijs die de toenmalige eigenaar Gustaaf Gheerbrant aan zijn pachter Bruno Clauwaert vroeg. Naast de jaarlijkse pachtprijs moest de pachter een deel van zijn oogst afstaan. Ergens in het begin van de 20e eeuw komt het hof van Heirlegem in bezit van de familie Clauwaert zelf. Daarnaast werd het Hof van Heirlegem tot aan de Eerste Wereldoorlog gebruikt als een plaats waar men fietsen of paarden kon stallen voordat men naar de paardenkeuring ging kijken op de Negenmeimarkt in Sint-Amandsberg.

## Andere invullingen
In 1961 werd de hoeve door de familie Clauwaert verkocht aan de vzw Parochiale Werken Heilig Hart. Deze vereniging had het doel om alle ondernemingen te steunen die rooms-katholiek, goed en zedelijk gedrag promootten zoals onder anderen scholen en bibliotheken. Onder leiding van onderpastoor Steel kocht de vzw het Hof van Heirlegem aan om daarin de lokale Chiro afdeling te vestigen. De aankoop en renovatie van het Hof van Heirlegem zorgde voor financiële problemen binnen de vzw. De vereniging moest rekenen op giften van individuen om voldoende geld te kunnen verzamelen om een lening te openen voor de aankoop van het Hof. Om de restauratie te kunnen bekostigen organiseerde de vzw in 1962 een Vlaamse kermis. Dit was een groot succes waardoor het een jaarlijkse traditie werd.  In 1965 waren de restauratiewerken klaar en werd het Hof van Heirlegem ingehuldigd.
Van 1965 tot 1989 werd de schuur van de hoeve gebruikt door de Chiro en Voksa (Volleybalklub Sint-Amandsberg) die de plaats van de jeugdbeweging Sjaloom innam nadat deze was opgedoekt. Nadien werd de schuur gehuurd door de Koninklijke Vrije Gilde der Meesterschilders. De Chiro verhuisde naar het woonhuis en Voksa verhuisde naar een klein bijgebouw. Daarnaast was het Hof van Heirlegem vooral tijdens de jaren zestig en zeventig een cultureel centrum waar tentoonstellingen werden georganiseerd van onder andere kunstenaars als Oscar Colbrandt en Jules de Bruycker.
Recent is het Hof van Heirlegem aangekocht door de uitbaters van het cateringsbedrijf Pic Nic del Mundo, die hier in 2021 een pop-up zomerbar, de Heerlijkheid van Herlegem openden.